# Montelongo
Montelongo è un comune italiano di 278 abitanti della provincia di Campobasso in Molise.
È un piccolo centro agricolo situato sulle prime alture che guardano verso il mare Adriatico.

## Storia
Le prime notizie del territorio di Montelongo, tratte da fonti documentarie scritte, risalgono all'alto medioevo. Nel luogo dove oggi si trova la Fontana di S.Maria sorgeva la grangia benedettina di S. Maria delle Rose.
Nell'XI e XII gli ultimi conti longobardi di Larino ed i normanni della contea di Loritello (attuale Rotello), insieme ai vescovi favorirono l'inurbamento delle popolazioni contadine.
Le numerose celle benedettine vengono soppresse, mentre nei centri urbani vengono istituite le parrocchie.
I Normanni estendono e perfezionano il sistema feudale e così Montelongo diviene feudo di un milite.
Abbiamo ormai il Castro di Montelongo, cioè un piccolo centro urbano che ha raccolto le popolazioni prima sparse per le campagne, ma che continuano a vivere secondo i loro costumi, come i bizantini (culto religioso greco-ortodosso) che formano il loro “quarto” cioè un quartiere a ridosso del centro abitato.
Dal XIII al XVII secolo, intorno al nucleo originale circondato da mura (l'attuale “Terra”), si estendono nuovi quartieri. I greci hanno il loro “quarto” (l'attuale “Costa”).
Lo sviluppo demografico spinge i latini fuori dalle mura, si formano nuovi quartieri sotto le mura, ed un altro, alla fine del Seicento, intorno alla cappella di San Rocco (l'attuale “Croce”).
Nel 1700 la fisionomia urbana di Montelongo è definita ed è completata dalla divisione in tre parti (contrade): la Terra, la Costa e la Croce. Queste contrade, per vari secoli, sono in conflitto tra loro, principalmente per il fatto che i loro abitanti sono di diversa origine etnica (latini – bizantini – spagnoli - schiavoni).
Fra il 1800 e il 1900, lungo l'attuale strada provinciale si sono sviluppate altre due contrade: Fontanelle e Via Roma. Le cinque contrade costituitesi in periodi storici diversi rispolverano tutto il loro orgoglio nel giorno del Palio e cioè il 16 di agosto.

### Simboli
Lo stemma rappresenta su sfondo d'azzurro una montagna di tre cime degradanti, sormontata da una stella d'oro; lo scudo è intersecato da una freccia in sbarra la cui punta indica il nord.
Il gonfalone è un drappo partito di azzurro e di giallo.

## Monumenti e luoghi d'interesse

### Architetture religiose

#### S. Maria ad Nives
La chiesa parrocchiale, dedicata a S. Maria ad Nives, risale quasi certamente all'alto medioevo, epoca in cui si diffuse il culto della Madonna, lungo le rive del Biferno e del Saccione. La troviamo menzionata nelle bolle del XII secolo e nelle tassazioni papali del XIV secolo. La chiesa, oltre agli altari di giuspatronato del Barone, aveva anche alcuni di famiglie che erano assurte a posizione economica di rilievo (nel corso del Cinquecento): Chiaro, Molinicchio, de Lallo e de Sciarra. La chiesa fu restaurata nel 1734.

#### San Rocco
L'altra chiesa, dedicata a san Rocco fu probabilmente edificata dagli schiavoni, nell'epoca in cui si stabilirono fuori le mura di Montelongo ed edificarono il loro quarto (seconda metà del Cinquecento).
Nel XVII secolo il quartiere si ingrandì per l'immissione di genti latine e la chiesa venne restaurata ed ampliata.

#### Santa Maria di Saccione
Le prime notizie del territorio di Montelongo, tratte da fonti documentarie scritte, risalgono all'alto Medioevo. Nel luogo dove oggi si trova la “fontana di S. Maria”, sorgeva la grancia benedettina di S. Maria delle Rose. Le ultime notizie della cappella di S. Maria delle rose a Saccione risalgono alla visita pastorale del 1615, quando venne trovata: «senza porta, con l'altare denudato e privo di quadri, col tetto e pavimento che hanno bisogno di urgenti riparazioni.»
A Montelongo oltre allo “Spedale per il servizio dè poveri e de' Pellegrini”, vi erano tre monti frumentari, amministrati dalle rispettive confraternite: del Corpo di Cristo, del Rosario e di San Rocco. Nell'anno mariano 1954, in onore della Madonna del fiore è stata realizzata una cappellina in contrada “Ala Pagliaro” nota della fiaccolata il 14/08. Fra i secoli VI e X i monaci cassinesi fondarono, sul territorio della frentania larinate, numerosi monasteri, disboscarono e misero a coltura ampi appezzamenti di terreno. La loro attività garantiva la presenza di coloni latini e di famiglie longobarde e bizantine, che si stabilirono nelle campagne e fondarono alcuni casali rurali. Nel territorio di Montelongo vi erano i casali di “Femmina morta” (l'attuale Caracciolo), di Ceppito” (ai confini con l'agro di Rotello), di “S. Maria di Staccione”, di “Civitella” e quello di “Montelongo”.

## Società

### Evoluzione demografica
Abitanti censiti

### Festa di San Rocco
Le tradizioni e feste popolari – oltre al paesaggio e alla natura – costituiscono l'attrazione principale di Montelongo. La manifestazione più importante è il Palio delle Contrade, "Corsa dei cavalli", legato alla festa patronale di S.Rocco, che ricorre il 16 di agosto.

### Festa di S. Antonio
La festa di S.Antonio si svolge con allestimento di un carro addobbato di fiori che segue la processione trainato da due vacche. Inoltre vengono allestiti fuochi che si accendono per tredici sere nelle varie contrade del paese.
Altre festività sono: la festa in onore di San Giuseppe con allestimento da parte di alcune famiglie della tavola con tredici piatti e la distribuzione del pane di San Giuseppe; la festa di San Michele e la festa in onore dell'immacolata che si svolge l'8 dicembre e ha di caratteristico la distribuzione delle pagnottelle che avviene nelle ore che precedono l'alba

## Amministrazione
Di seguito è presentata una tabella relativa alle amministrazioni che si sono succedute in questo comune.
| Periodo        | Periodo          | Primo cittadino        | Partito                      | Carica  | Note  |
| -------------- | ---------------- | ---------------------- | ---------------------------- | ------- | ----- |
| 7 gennaio 1986 | 23 maggio 1991   | Pasquale Di Chiaro     | Partito Socialista Italiano  | Sindaco | [ 6 ] |
| 23 maggio 1991 | 10 giugno 1996   | Giuseppe Sabusco       | Democrazia Cristiana         | Sindaco | [ 6 ] |
| 10 giugno 1996 | 17 aprile 2000   | Giuseppe Sabusco       | Centro Cristiano Democratico | Sindaco | [ 6 ] |
| 17 aprile 2000 | 5 aprile 2005    | Giuseppe Sabusco       | lista civica                 | Sindaco | [ 6 ] |
| 5 aprile 2005  | 30 marzo 2010    | Nicolino Macchiagodena | lista civica                 | Sindaco | [ 6 ] |
| 30 marzo 2010  | 14 febbraio 2012 | Giuseppe Sabusco       | lista civica                 | Sindaco | [ 6 ] |
| 7 maggio 2012  | 12 giugno 2017   | Nicolino Macchiagodena | lista civica: per Montelongo | Sindaco | [ 6 ] |
| 12 giugno 2017 | 12 Giugno 2022   | Nicolino Macchiagodena | lista civica: per Montelongo | Sindaco | [ 6 ] |
| 12 giugno 2023 | in carica        | Luca Montanaro         | lista civica                 | Sindaco | [ 6 ] |